# Freja, Västerås
Freja är en  stadsdel i det administrativa bostadsområdet Hemdal-Centrallasarettet i nordöstra Västerås. 
I området finns bostäder, både villor och hyreshus.
Området avgränsas av Malmabergsgatan, Maskinistgatan och Geijersgatan.
Området gränsar i norr mot Haga och Malmaberg, i öster mot Hemdal och i söder till Korsängsgärdet.

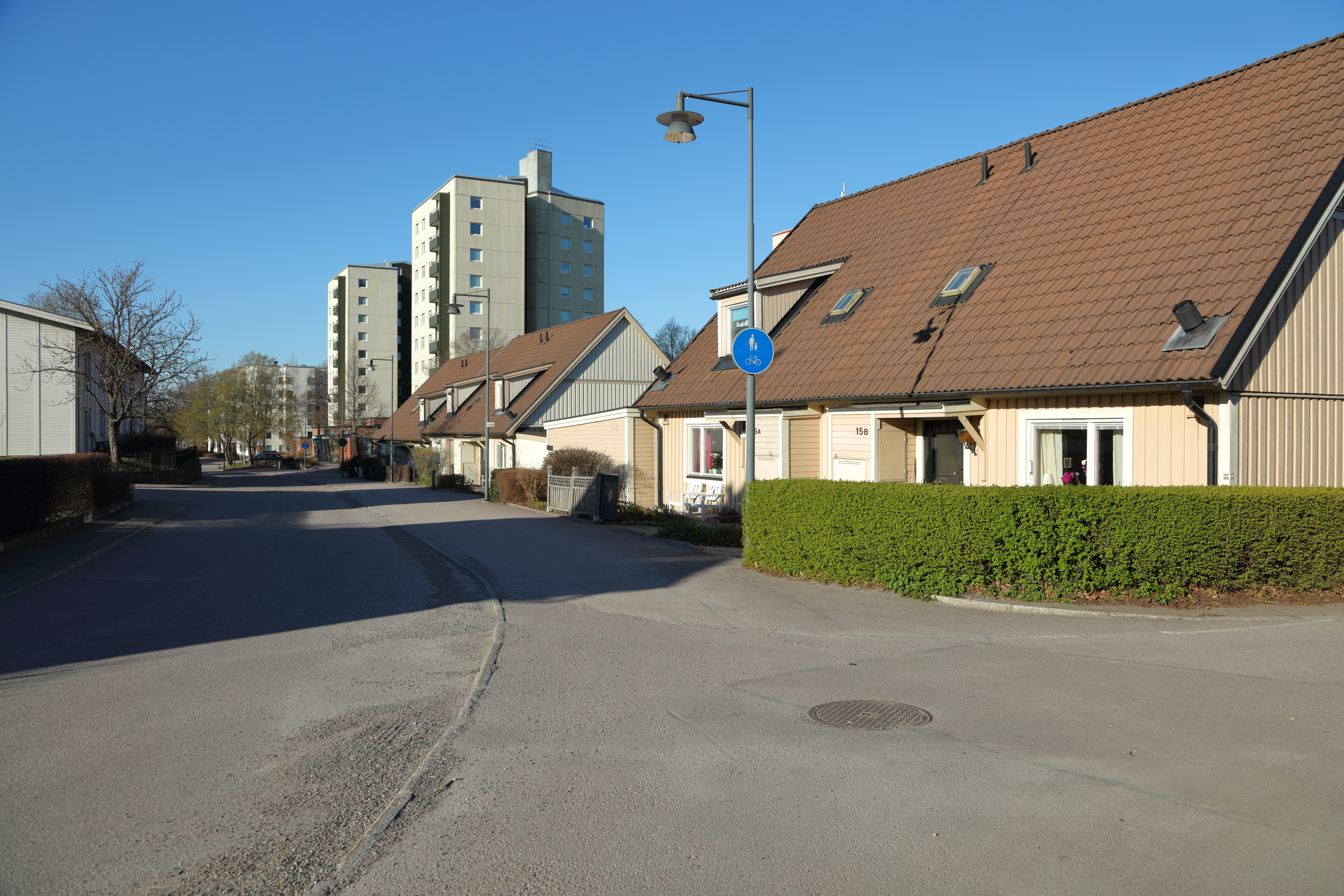
Villaområde i Freja och flerfamiljshus i Korsängsgärdet.
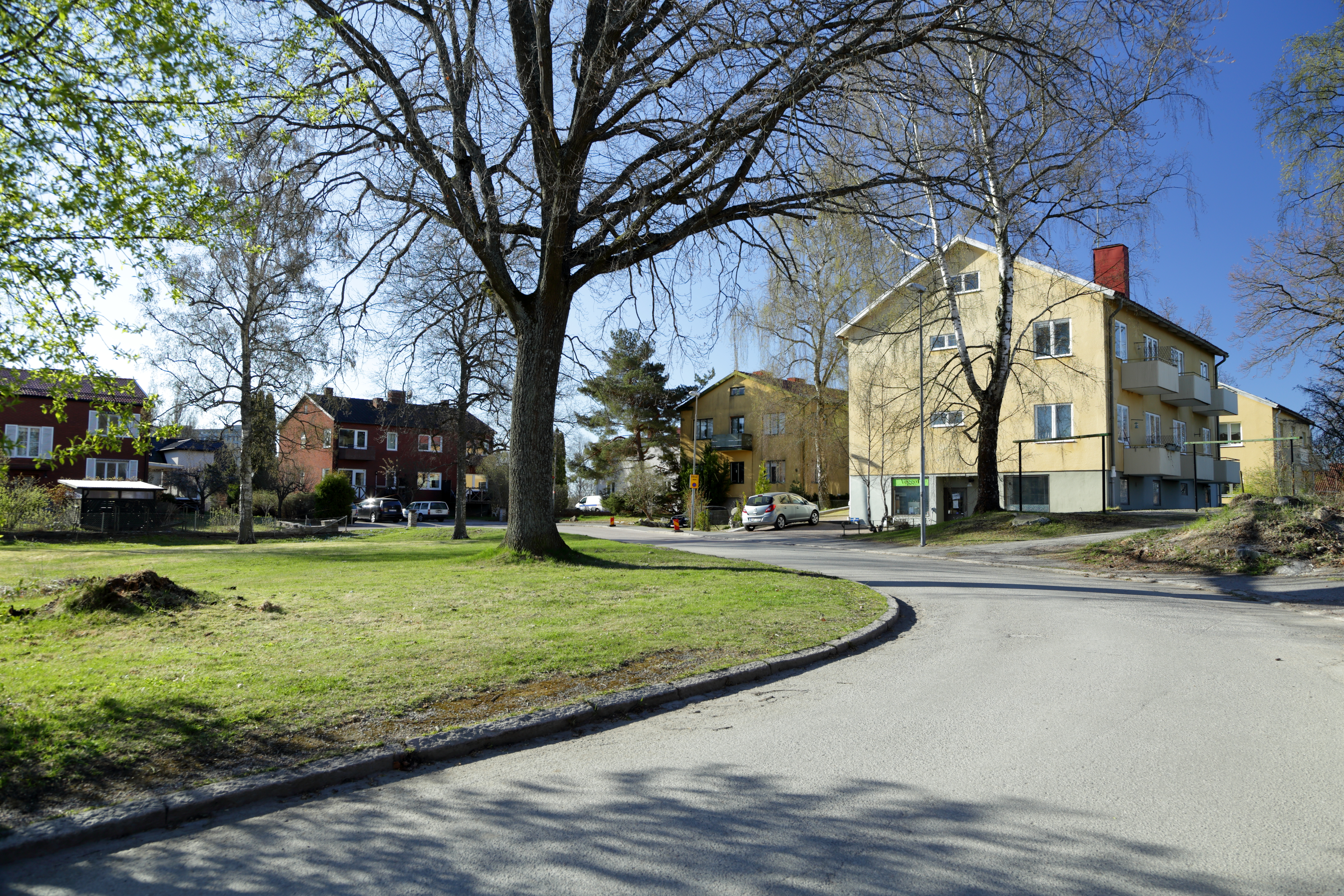
Frejahöjden
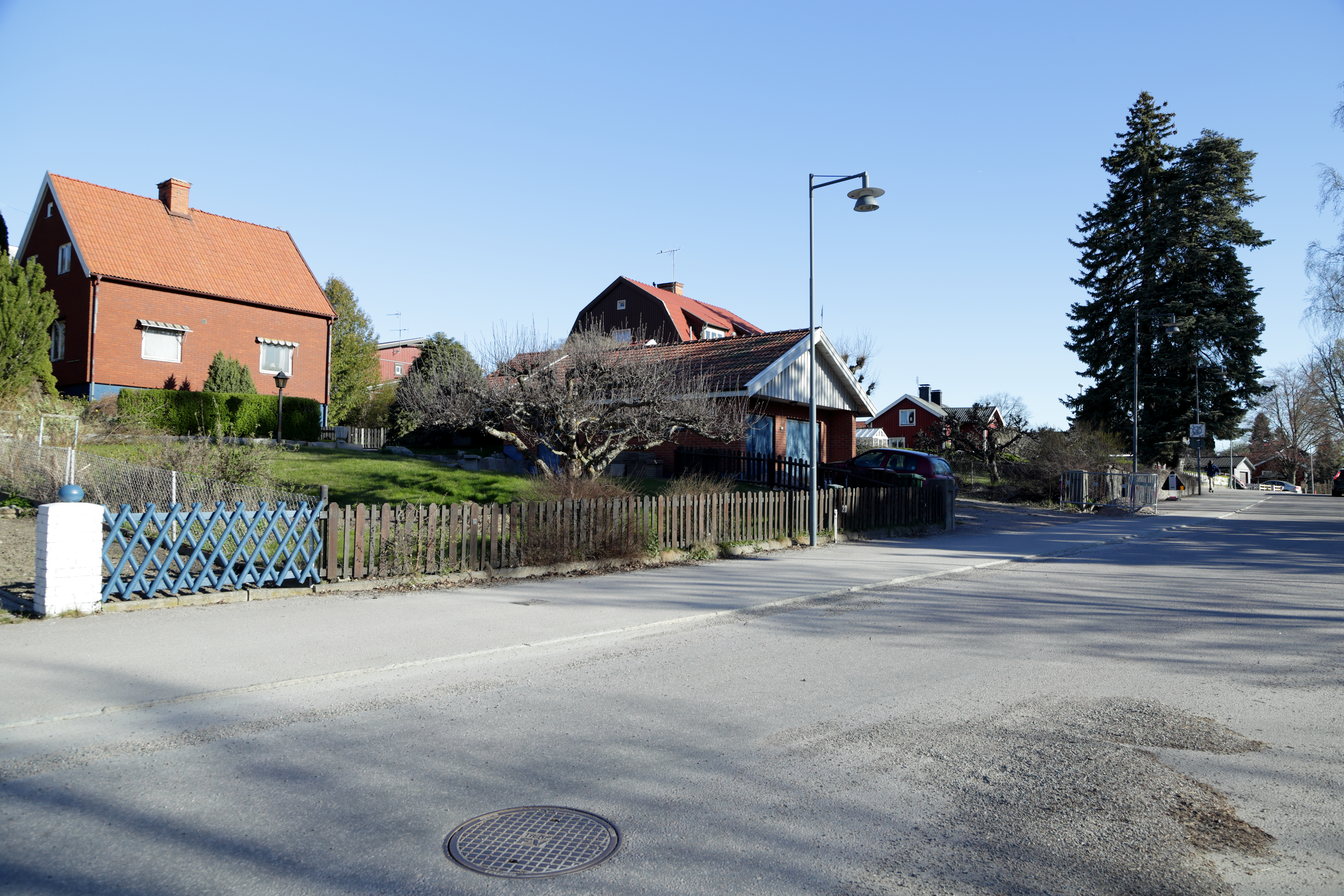
Villaområde i Freja.
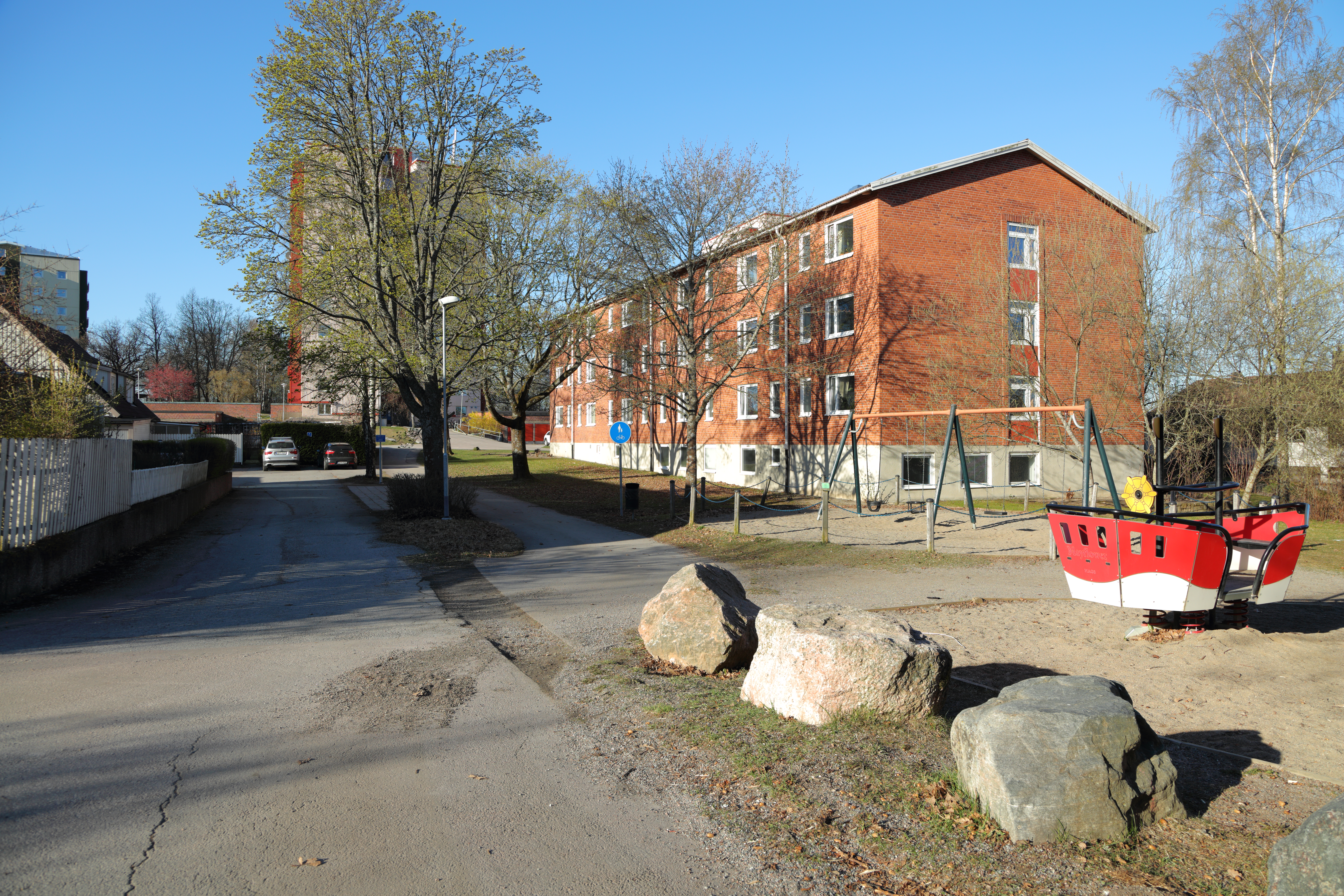
Flerfamiljshus och lekpark i Freja.